# Selbstfahrendes Kraftfahrzeug

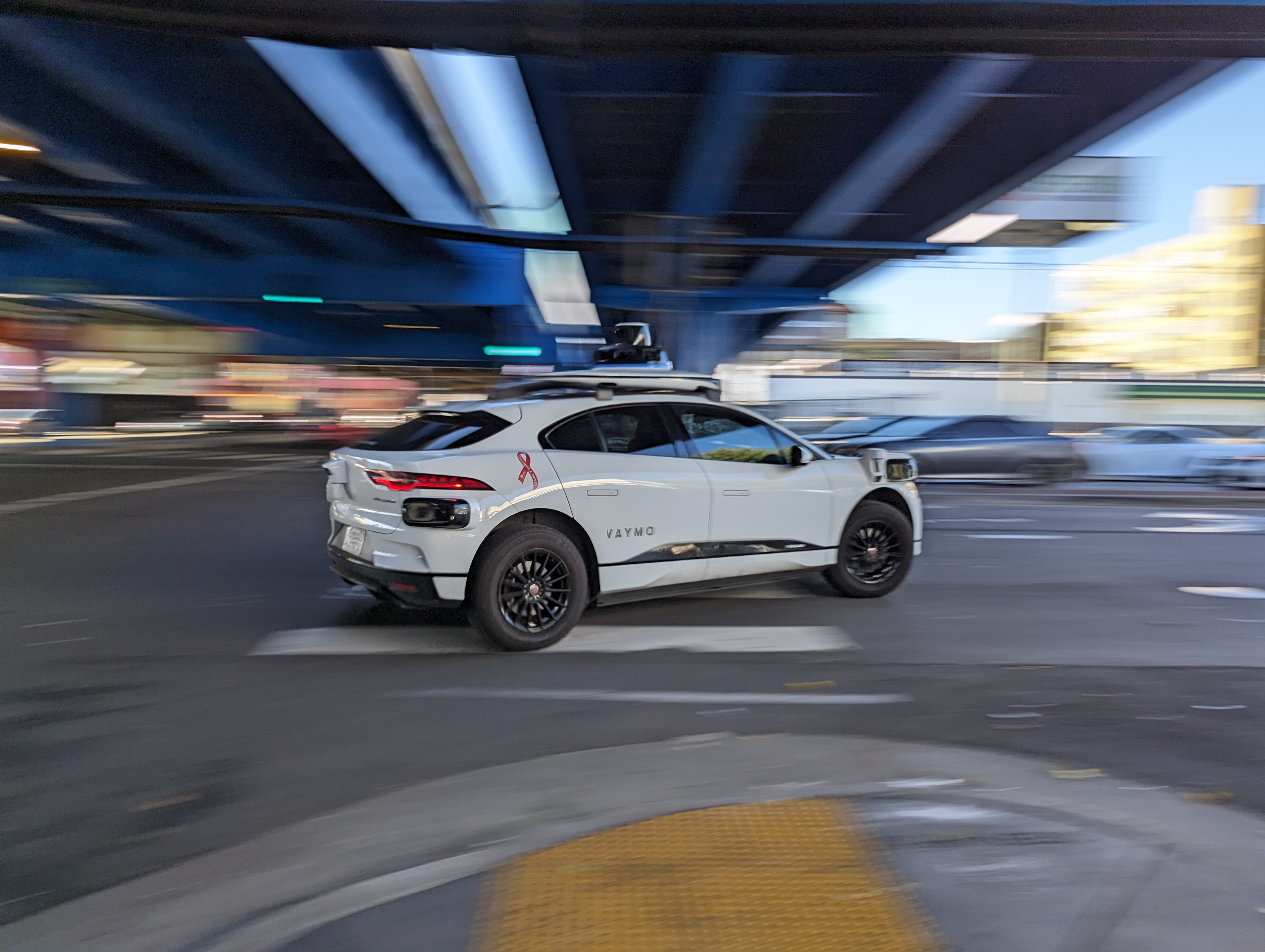
Waymo-Robotertaxi in San Francisco, 2023

Als selbstfahrendes Kraftfahrzeug (manchmal auch autonomes Landfahrzeug) wird ein Auto oder anderes Kraftfahrzeug bezeichnet, das ohne Einfluss eines menschlichen Fahrers fahren, steuern und einparken kann (autonomes Fahren). Wenn keinerlei manuelles Steuern seitens des Fahrers nötig ist, wird auch der Begriff Roboterauto verwendet. Der Fahrersitz bleibt dann leer (siehe Video rechts); eventuell sind Lenkrad, Brems- und Gaspedal nicht vorhanden.

## Begriffsbestimmung

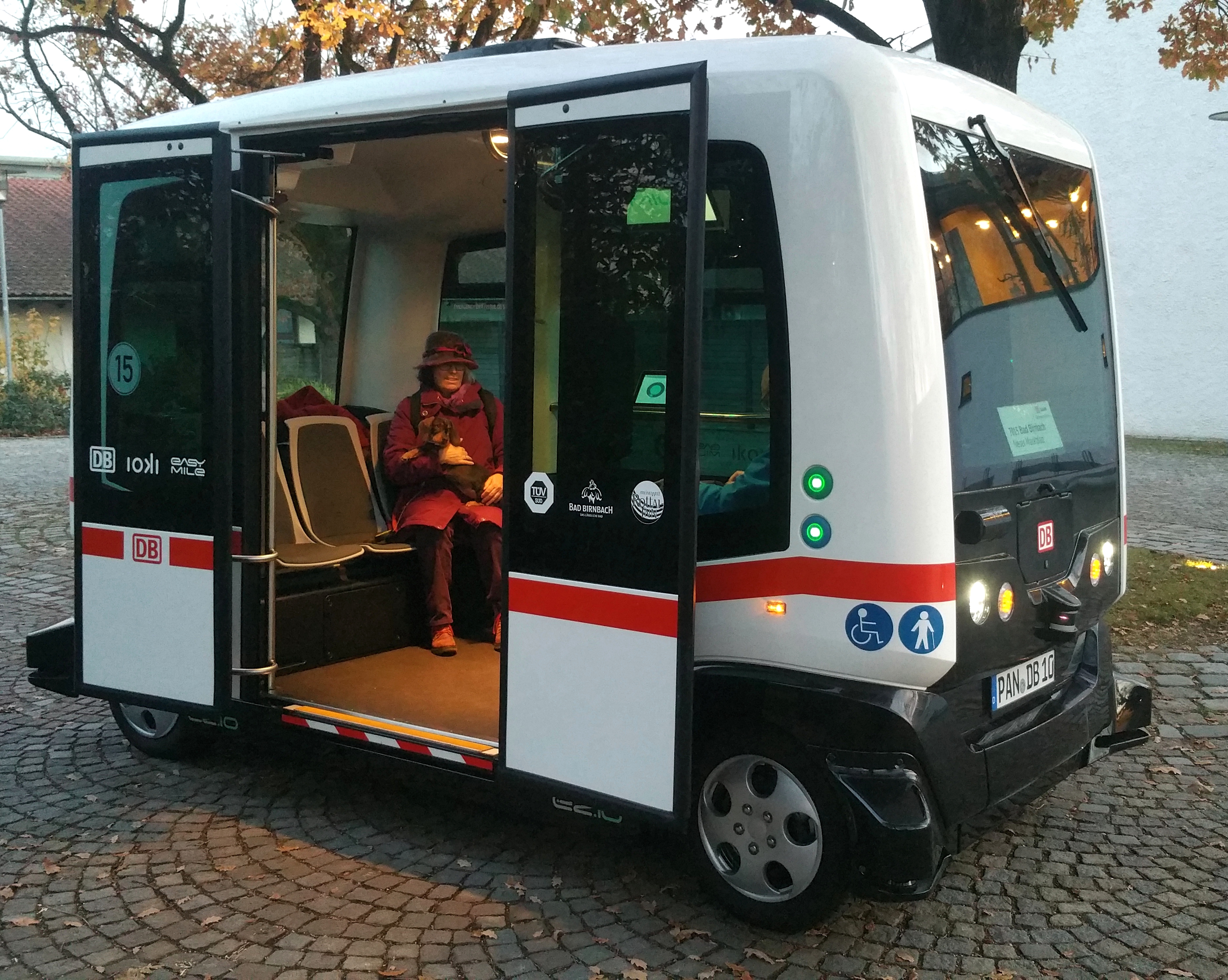
Autonomer Bus in Bad Birnbach
Oktober 2017

Unter den Begriff selbstfahrendes Kraftfahrzeug fallen des Weiteren auch Lastkraftwagen, landwirtschaftliche Zugmaschinen und Militärfahrzeuge ohne Einfluss des Fahrers oder ganz ohne Fahrer. Nicht als autonomes Landfahrzeug bezeichnet wird ein unbemanntes Fahrzeug dann, wenn es von Menschen ferngesteuert werden muss, also nicht autonom fahren kann. Der Begriff selbstfahrendes Auto(mobil) ist genaugenommen eine Tautologie, denn bereits der Name Automobil entstand aus griechisch αὐτός autós ‚selbst‘ und lateinisch mobilis ‚beweglich‘.
Autonome Kraftfahrzeuge stellen kognitive Systeme dar, die mit Hilfe verschiedener Sensoren ihre Umgebung wahrnehmen und aus den gewonnenen Informationen ihre eigene Position und die der anderen Verkehrsteilnehmer bestimmen können. In Zusammenarbeit mit der Navigationssoftware können sie das Fahrziel ansteuern und Kollisionen auf dem Weg vermeiden. Seit den 2010er Jahren investieren viele große Autohersteller weltweit in die Entwicklung autonomer Autos, zugleich treiben Elektronik- und Halbleiterindustrie die Entwicklung von Technologien dafür voran.
Über verschiedene Automatisierungsstufen wurde im Jahr 2013 prognostiziert, dass ab 2030 eine Vollautomatisierung von Neuwagen zu erreichen wäre, für die bis dahin in den einzelnen Ländern auch gesetzliche Regelungen geschaffen werden sollen.
Als Start für den Massenmarkt hatte Google-Mitgründer Sergey Brin im Jahr 2014 jedoch bereits 2017 als Ziel für die USA angegeben. Elon Musk von Tesla Motors prognostizierte 2015 ein voll autonomes Fahrzeug für das Jahr 2018/19. 2016 kündigten BMW und Ford jeweils für das Jahr 2021 autonome Fahrzeuge aus ihrer Produktion an. 2016 entwickelte schwedische Unternehmen Semcon für die Kommunikation der Selbstfahrendes Fahrzeuge mit Fußgängern einen Kühlergrill, der ein Lächeln zeigt. VW und Ford haben 2019 eine Allianz gebildet.
2022 wurde in einem ISO-Gremium an der Kommunikation selbstfahrender Fahrzeuge mit Menschen gearbeitet. Mercedes erhielt 2022 als erster Hersteller weltweit die Zulassung einer Stufe-3-Automatisierung für das System „Drive-Pilot“ bis 60 km/h in den S-Klasse und EQS-Modellen. 2023 erprobte der Hersteller türkise Markierungsleuchten für autonom fahrende Fahrzeuge in den US-Bundesstaaten Kalifornien und Nevada. Die Höchstgeschwindigkeit für die Stufe-3-Zulassung wurde 2024 auf 95 km/h erhöht und soll im Frühjahr 2025 erhältlich sein. Seit März 2025 kann Mercedes türkise Markierungsleuchten in Deutschland erproben.

### Automatisierungsgrade
Bis zur völligen Fahr-Selbstständigkeit unterscheiden die Entwickler nach internationaler Abstimmung folgende festgelegte Stufen:
- Stufe 0: ein menschlicher Fahrer (driver only)
- Stufe 1: Assistiert, d. h. der Fahrer führt dauerhaft die Lenkbewegungen aus; andere Aktivitäten wie bremsen, blinken, beschleunigen erledigt das Fahrzeugsystem
- Stufe 2: Teilautomatisiert, ein Sicherheits-Fahrer muss das System dauerhaft überwachen und im Zweifelsfall eingreifen
- Stufe 3: Hochautomatisiert, ein Sicherheitsfahrer muss am Platz sein, aber keine dauerhafte Überwachung ausführen
- Stufe 4: Vollautomatisiert, System kann in speziellen Situationen alle Fahranforderungen selbständig bewältigen
- Stufe 5: Fahrerlos,  das System erledigt alle Fahraufgaben ganz ohne Fahrer, die Insassen können sich mit anderen Aufgaben beschäftigen.

## Entwicklung

### Universitäten und Hochschulen
Bereits in den 1990er Jahren ließ die Münchener Universität der Bundeswehr innerhalb ihres in den 1980er Jahren gestarteten EUREKA-PROMETHEUS-Projekts Fahrzeuge führerlos über die Autobahn fahren. Diese fuhren allein anhand visueller Informationen, geliefert von diversen Kameras, die von 70 parallel arbeitenden Mikroprozessoren verarbeitet wurden.
Auch die US-amerikanische Carnegie Mellon University baute schon in den 1980er Jahren führerlose Autos und andere Gefährte, ab Mitte der 1980er Jahre im von der DARPA geförderten Autonomous Land Vehicle project.
Seit längerem gibt es zahlreiche Forschungsarbeiten an Hochschulen und anderen akademischen Einrichtungen zu autonomen Fahrzeugen, so zum Beispiel 2011 die Projekte Stadtpilot an der TU Braunschweig und Spirit of Berlin am Forschungsbereich Künstliche Intelligenz der Freien Universität Berlin (FU).
Im September 2011 testete die FU Berlin das autonome Fahrzeug MadeInGermany. Es steuerte sich selbst mehrere Kilometer durch den Innenstadtverkehr von Berlin, auch über Kreisverkehre und Ampeln. In Zusammenarbeit mit dem TÜV Nord war die Strecke zuvor erarbeitet und ein Sicherheitskonzept erstellt worden.
Intensive und übergreifende Forschung wird seit einigen Jahren betrieben, um die Herausforderungen besser zu verstehen und voranzubringen.

### Militärische Einrichtungen
In Österreich forscht seit 2011 das Amt für Rüstung und Wehrtechnik (ARWT) des Bundesheeres, in Kooperation mit der Technischen Universität Wien, dem Technikum Wien, dem Austrian Institute of Technology sowie mit privaten Kooperationspartnern, an der Entwicklung eines selbstfahrenden, autonomen Lastwagens. Mindestens seit Jahresbeginn 2014 hat das ARWT unter der Bezeichnung X58 SafeCon (Projektname: Save Convoying) einen voll funktionsfähigen Prototyp eines selbstfahrenden Lastkraftwagens in seiner Versuchswerkstätte der Abteilung Fahrzeug- und Gerätetechnik in der Burstyn-Kaserne im niederösterreichischen Zwölfaxing in Betrieb. Das Fahrzeug fährt völlig selbständig ohne Einsatz von Funk oder GPS. Es orientiert sich mithilfe mehrerer Stereokameras, darunter auch Wärmebildkameras für den Nachtbetrieb. Mit diesen erfasst das Fahrzeug seine Umgebung und erstellt ein 3D-Modell. So seien (Stand 2014) in die Entwicklung dieses Prototyps dreijährige Forschungsleistung sowie etliche Millionen Euro investiert worden. Als Zwecke werden beispielhaft der unbemannte Einsatz in verminten Gebieten sowie Landschaftspflege in Zielgebieten der Artillerie wie dem Truppenübungsplatz Allentsteig genannt. Ausländische Armeen hätten  ihr Interesse an der Technologie bekundet und „die Automobilindustrie sowieso.“

### Google-Fahrzeuge

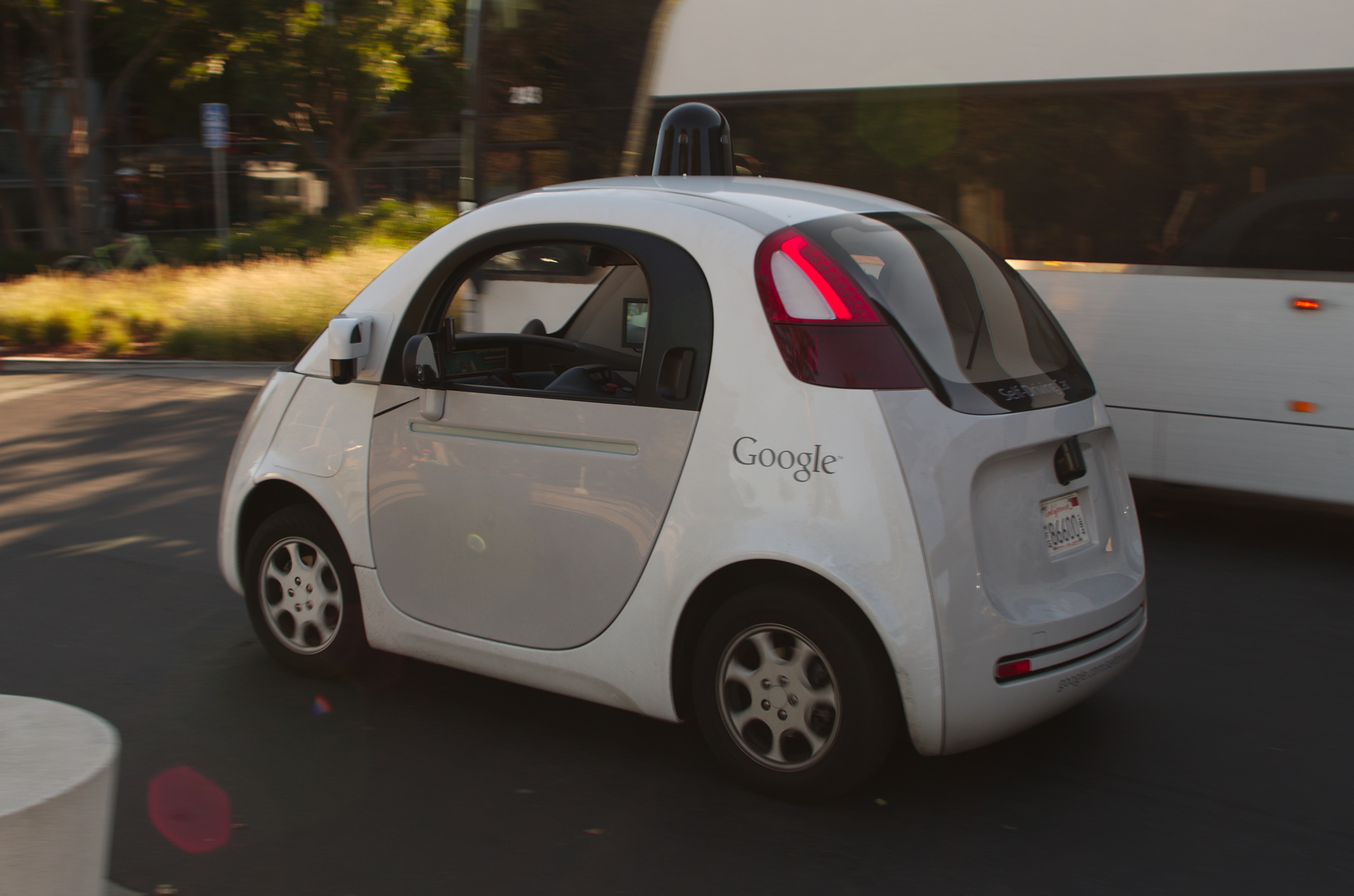
Autonomes Auto von Google, 2015

Die Firma Google setzt seit Jahren auf die Zusammenarbeit mit Autoherstellern und Universitäten und engagierte 2003 den deutschen Informatiker Sebastian Thrun, der zu dieser Zeit gerade eine Professur an der Stanford-Universität angetreten hatte.

## Weltweite Situation

### Allgemein
In Ländern wie den USA, Großbritannien, Deutschland, Frankreich, Japan und weiteren wird intensiv am Einsatz fahrerloser Fahrzeuge und der zugehörigen Gesetzgebung gearbeitet. Und auch in China gibt es mehrere Firmen mit der gleichen Zielstellung, die in den Großstädten agieren. So wurde bekannt, dass das start-up Haomo.AI bis Dezember 2024 den Navigation-on-Autopilot-Funktion (NOA)-Dienst bereits in 100 heimischen Städten zur Verfügung stellen will. Huawei nennt ebenfalls 45 Städte bis Ende 2023 und die Unternehmen Li Auto, Xpeng und NIO wollen zwischen 100 und 200 chinesische Städte bis 2024 mit NOA-Diensten versorgen.
Im EU-Bereich muss vor allem die Produkthaftungsrichtlinie den Forderungen und Entwicklungen angepasst werden.

### Vereinigte Staaten von Amerika (Auswahl)
Seit Mai 2015 testet Daimler selbstfahrende Lkw auf den öffentlichen Straßen von Nevada, USA. In den USA sind selbstfahrende Fahrzeuge (wie etwa der Inspiration Truck) unter bestimmten Bedingungen bereits zugelassen, in Deutschland hingegen nicht.
Ende 2017 begannen Tests durch die zur Fortsetzung der Entwicklungsarbeit gegründete USA-Firma Waymo: die ersten vollkommen autonom fahrenden Autos ohne Sicherheitsfahrer am Steuer in der Nähe von Phoenix waren in Arizona unterwegs. Ein Mitarbeiter von Waymo kann jedoch in der Anfangsphase noch vom Rücksitz aus das Auto stoppen. Dieser soll später entfallen. Das Unternehmen selbst stuft das System als „Level 4“ auf der Stufe des autonomen Fahrens ein. Im August 2023 wurde Waymo (und Cruise) die Genehmigung erteilt, im Stadtgebiet von San Francisco uneingeschränkt autonome Taxifahrten ohne begleitenden Fahrer anzubieten.
Seit Oktober 2016 werden alle Tesla-Fahrzeuge mit einer Hardware ausgeliefert, die es erlaubt, die Fahrzeuge zukünftig vollautonom, d. h. nach dem SAE Stufe 5 zu fahren. Vorerst wird das System in einem Schatten-Modus mitlaufen, d. h. ohne in den Fahrbetrieb einzugreifen, und die gesammelten Daten an Tesla zurücksenden, um die Fähigkeiten des Systems schrittweise zu verbessern, bis das System zur Freigabe mittels eines over-the-air upgrades bereit ist. Tesla kündigte an, dass der vollautonome Zustand Ende 2017 erreicht sein würde. Dann wäre eine Demonstrationsfahrt von San Francisco nach New York geplant, bei der ein Tesla-Fahrzeug die Strecke unbemannt zurücklegen solle. Der Zeitplan konnte jedoch nicht eingehalten werden und die Testfahrt fand nicht statt.

### Europa
- Überblick

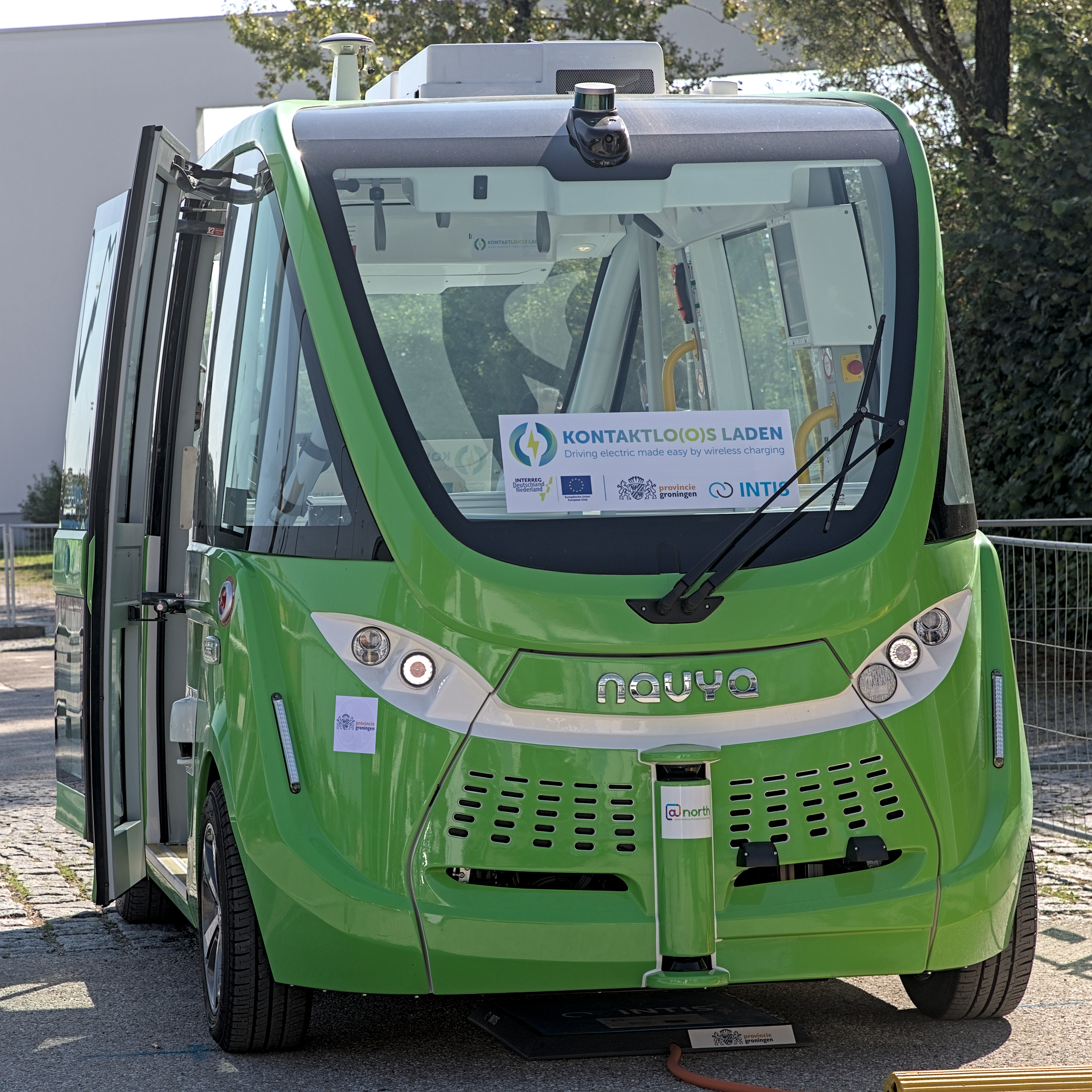
Navya Autonom Shuttle auf der IAA 2021

Seit April 2014 befindet sich das Projekt Volvo Drive Me in Göteborg in der Entwicklungsphase.
Auch von Daimler, Honda und Nissan gibt es Serien-Autos, die auf Autobahnen selbst fahren können. Die als Stauassistent bezeichnete Technik erlaubt jedoch nur eine Geschwindigkeit bis zu 60 km/h. Der Stauassistent aktiviert sich automatisch, wenn der Fahrer das Lenkrad für mehr als 10 Sekunden nicht berührt, kann aber in der Regel nicht selbstständig die Spur wechseln.
2016 verkündete BMW eine Allianz mit Intel und Mobileye, mit dem Ziel, im Jahr 2021 ein fahrerloses Auto in Serie einzuführen. Im Jahr 2023 ist aber in der Öffentlichkeit davon noch nichts zu erfahren.
- Deutschland (Auswahl)

BMW unterhält Innovationszentren für selbstfahrende Fahrzeuge am Hauptsitz in München sowie in Mountain View und beteiligt sich an entsprechenden Firmen in China.
Im Sommer 2013 fuhr eine Mercedes S-Klasse im Beisein von Journalisten die historische Bertha-Benz-Strecke von Mannheim nach Pforzheim autonom mit Ausnahme zweier menschlicher Eingriffe.
2014 fuhr ein von Audi hergestellter Wagen autonom rund 900 Kilometer aus dem Silicon Valley nach Las Vegas.
Ab Mitte April 2022 gab es für die Mercedes EQS- und S-Klasse den Drive Pilot als Option, der autonomes-Fahren auf Stufe 3 erlaubt. Der Fahrer kann diesen Modus aktivieren und dann auch den Blick von der Straße abwenden, wenn die Bedingungen das zulassen. Voraussetzungen sind unter anderem, dass das Auto sich bei Tageslicht und über 3 °C Außentemperatur auf einer trockenen Autobahn ohne Baustelle oder Tunnel befindet. Zusätzlich muss Mercedes hochauflösende Karten der Strecke kennen und ein anderes Auto auf der gleichen Spur vorausfahren. Das Auto tätigt dann keine Spurwechsel und folgt mit höchstens 60 km/h dem vorfahrenden Auto. Ist der Abstand zu groß, fordert es den Fahrer auf, die Kontrolle wieder zu übernehmen. Im Falle eines Unfalls wird die Haftung vom Autohersteller übernommen. Die Höchstgeschwindigkeit für die Zulassung wurde 2024 auf 95 km/h erhöht und ab Frühjahr 2025 für alle Modelle mit Drive Pilot erhältlich sein.
In Berlin will die BVG in enger Zusammenarbeit mit der TU Berlin und dem Institut für Klimaschutz, Energie und Mobilität (IKEM) ab 2025 selbstfahrende Kleinbusse im Linienverkehr testen, nachdem ein erster Versuch 2017 auf dem Gelände der Charité wegen technischer Probleme abgebrochen worden ist.
2024 kündigte der Automobilzulieferer Bosch an, künftig verstärkt auf Fahrzeugsoftware inklusive Software für automatisiertes Fahren zu setzen. Der Konzern verfolgt dabei die Strategie, durch eine möglichst breite Kundenbasis und mithilfe der dadurch gewonnenen Datenmengen eine bessere Leistung zu erzielen, als dies mit der Entwicklung für nur ein Fahrzeugtyp möglich wäre.
- Frankreich und Schweiz

Im schweizerischen Sitten besteht seit Juni 2016 ein experimenteller Regelbetrieb mit dem autonomen Shuttlebus Arma des französischen Unternehmens Navya; seit September 2016 zudem auch im französischen Lyon.

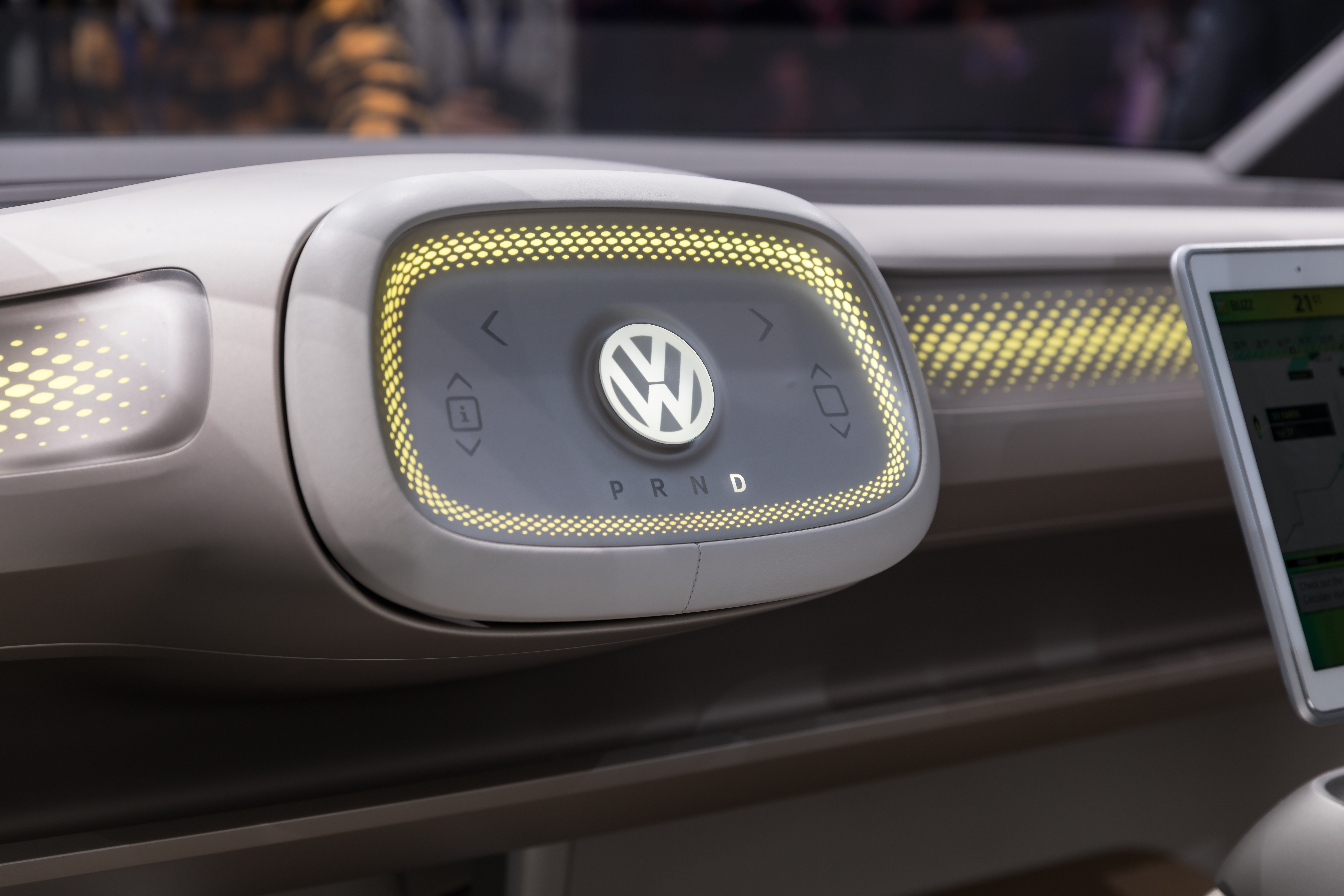
Studie eines optional selbstfahrenden Autos, bei dem sich das Lenkrad auf Knopfdruck in das Armaturenbrett zurückzieht

Easymile ist ein weiterer Hersteller und Entwickler aus Frankreich.

### Asien: China und Japan (Auswahl)
Das im Jahr 2019 gegründete chinesische Technologieunternehmen Beijing Entwicklungszentrum für autonomes Fahren (北京自动驾驶研发中心) in der Stadt Yizhuang entwickelt und testet praxisnah selbstfahrende Kraftfahrzeuge. Das Zentrum gehört zum Forschungsinstitut für Smart Cities und befindet sich auf der Beijing Development Area BDA. Erster Großeinsatz für das Projekt war die Corona-Pandemie, so wurden noch im Dezember 2022 rund 200.000 Versorgungsfahrten durchgeführt. Die gesamten Forschungs- und Entwicklungsarbeiten werden vom Ministerium für Verkehr (交通运输部公路科学研究院) koordiniert und gefördert. Testfahrzeuge sind Personen-Kleinwagen, 300 Taxis, demnächst auch Lieferfahrzeuge, Busse, Lastautos, Straßenreinigungswagen, Sanitätsfahrzeuge, Streifenwagen. Um realistische Testszenarien zu erhalten, wurden alle Kreuzungen und ausgewählte Straßenabschnitte der neuen Stadt mit großen Metallbrücken ausgerüstet, die sich über die Fahrbahnen erstrecken. Diese verfügen über zahlreiche Sensoren, die die Leit-, Kontroll- und Sicherheitssysteme mit umfangreichen Daten versorgen. Diese werden in kürzester Zeit (über ein 5G-Netz) verarbeitet und stehen den herumfahrenden Wagen für ihre Fahrten ebenso schnell zur Verfügung. Auf dem Dach der Fahrzeuge sind entsprechende Empfangs- und Sendeeinrichtungen montiert. Das stadtweite Testgebiet umfasst eine Fläche von rund 225 km² sowie weitere 143 km Schnellstraßen, die die beiden internationalen Flughäfen der Hauptstadt: Daxing und Beijing Capital International Airport verbinden. Bei den derzeitigen Testfahrten muss meist eine Kontrollperson an Bord sein, um ggf. schnell eingreifen zu können. Die Taxis sind dagegen bereits komplett fahrerlos. Passagiere für die Robotaxis nutzen eine entsprechende Smartphone-App oder das chinesische Internet WeChat. (Es sollen bereits drei Millionen Fahrten ohne Probleme stattgefunden haben, Stand im Herbst 2023.) Es gibt keine Zentrale, dafür mehrere Überwachungsstationen, die ähnlich wie Flugsimulatoren eingesetzt werden, mit stetig weiter entwickelter KI arbeiten und untereinander vernetzt sind. Vor allem wird damit ein schnelles (menschliches) Eingreifen bei außergewöhnlichen Situationen wie Unfällen möglich. Bereits Ende des Jahres 2023 werden rund 360.000 chinesische Autos mit der daraus abgeleiteten Navigation-on-Autopilot-Funktion (NOA) ausgestattet sein, die jedoch zunächst nur in den Großstädten Peking, Shanghai, Shenzhen und Guangzhou nutzbar sind.
Seit Oktober 2015 testet der japanische Hersteller Nissan ein selbstfahrendes Auto, das auf einem Nissan Leaf basiert und in Kooperation mit der NASA entwickelt wurde. Nun sollen auf der Straße diverse Funktionen getestet werden; zunächst allerdings nur auf Autobahnen und erst ab 2018 mit der Fähigkeit zum Spurwechsel. Tests auf Stadtstraßen waren für 2020 geplant. Das Auto besitzt einen Laserscanner mit 3D-Messung sowie eine 8-fach Kamera mit 360-Grad Sicht. Damit soll die Sicherheit verbessert werden.
Im Oktober 2018 haben Toyota und Softbank die Gründung von Monet Technologies als Joint Venture bekanntgegeben.

### Automobilzulieferer

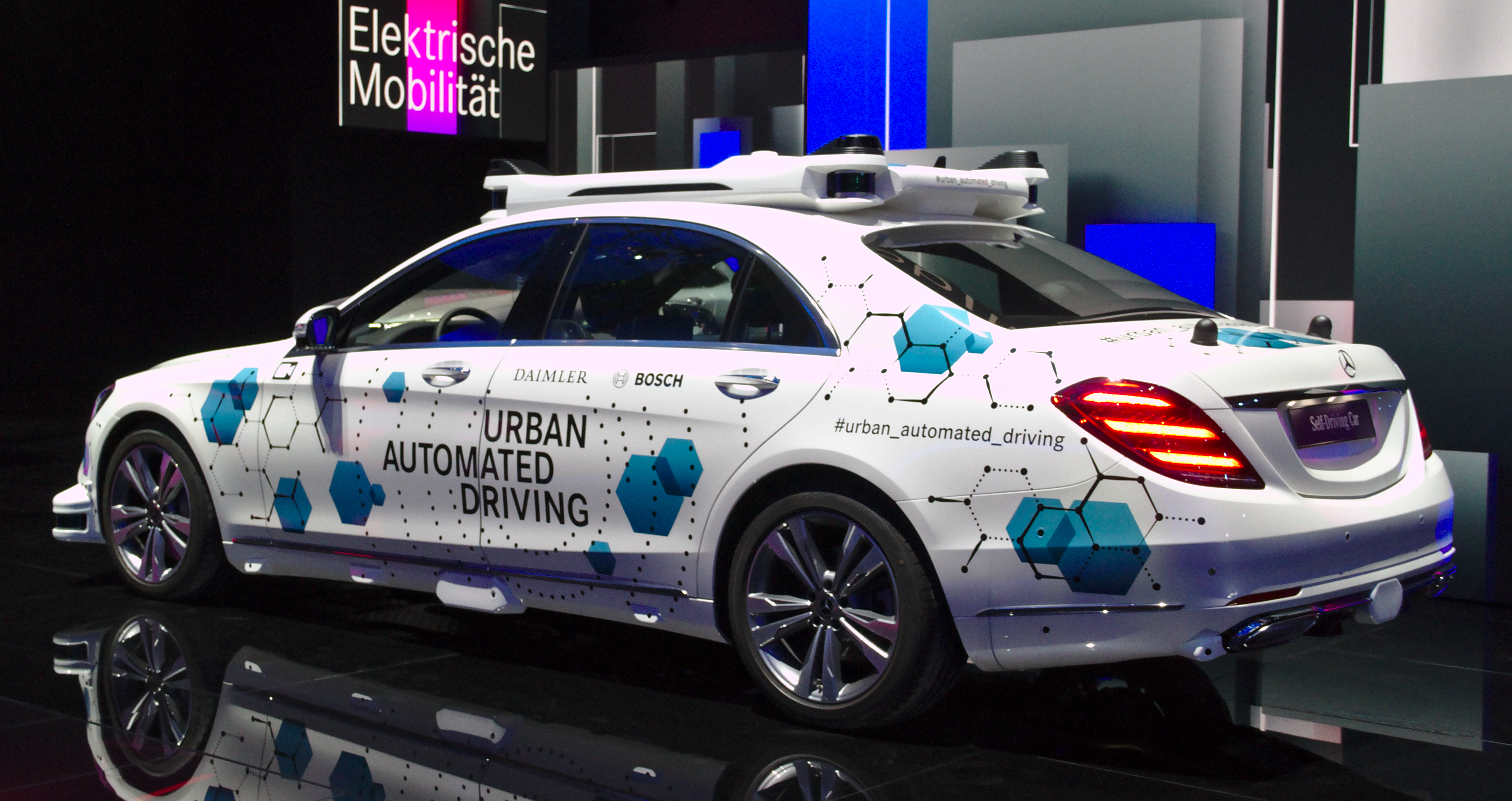
Der Mercedes-Benz W222 Urban Automated Driving entstand in Zusammenarbeit von Daimler und Bosch.

Zahlreiche Automobilzulieferer entwickeln Komponenten und (Teil-)Systeme für das selbstfahrende Fahrzeug. Dies geschieht teilweise in Zusammenarbeit mit Automobilherstellern und Forschungseinrichtungen sowie im Rahmen eigener Projekte. Der Zulieferer Continental etwa arbeitet mit mehreren Partnern an einem Pilotprojekt zum autonomen Fahren. Bosch arbeitet bereits seit 2014 an selbstfahrenden Fahrzeugen. Im Dezember 2016 kündigte der Automobilzulieferer Delphi zusammen mit Mobileye durchgeführte Testfahrten eines selbstfahrenden Demonstrationsfahrzeugs an. Auf einer rund 10 Kilometer langen Teststrecke im öffentlichen Verkehr von Las Vegas soll das Demonstrationsfahrzeug alltägliche Verkehrssituationen und dichten innerstädtischen Verkehr mit Fußgänger- und Radfahrerverkehr bewältigen.

## Standardisierung
(Quelle:)
- Die OpenADx Working Group ist eine im Juni 2019 initiierte Kooperation der Automobilindustrie, die sich um Dinge wie eine bessere Kompatibilität, Schnittstellen und breitere Interoperabilität bei der Entwicklung von Software kümmern soll, die das autonome Fahren unterstützt.[56]
- Automotive Grade Linux (AGL) ist ein kollaboratives Open-Source-Projekt, das Autohersteller, Zulieferer und Technologieunternehmen zusammenbringt, um die Entwicklung und Einführung eines vollständig offenen Software-Stacks für das vernetzte Auto zu beschleunigen. Mit Linux als Kern entwickelt AGL von Grund auf eine offene Plattform, die als De-facto-Industriestandard dienen kann, um die schnelle Entwicklung neuer Funktionen und Technologien zu ermöglichen.[57][58]
- BSI öffentlich verfügbare Spezifikationen (PAS): PAS 1880 und PAS 1881 in Bezug auf die Sicherheit der automatisierten Fahrzeugentwicklung und -prüfung. Diese sollen Anfang 2020 veröffentlicht werden.[59]
- Entwurf der UL 4600-Norm, die einen Sicherheitsansatz zur Gewährleistung einer autonomen Produktsicherheit im Allgemeinen und selbstfahrende Autos im Besonderen beschreibt.[60]
- C2X-Kommunikation nach dem europäischen ITS-G5 Standard, speziell 5G Automotive Association.[61]
- Die RAND Corporation hat ein Konzept (Framework) für die Messung und Entwicklung von Sicherheit für autonome Fahrzeuge erstellt.[62]
- Safety First for Automated Driving (SaFAD) – 11 Unternehmen aus dem gesamten Spektrum der Automobil- und automatisierten Antriebstechnik haben eine branchenweite Definition von Sicherheit für SAE J3016 Stufe 3/4 autonome Fahrzeuge entwickelt und publiziert[63][64]. Dieser Standard wird teilweise konträr diskutiert und es werden verschiedenen Erweiterungen vorgeschlagen[65].
- Die Association for Standardization of Automation and Measuring Systems (ASAM) ist ein Verein für Standardisierung und berücksichtigt nebst Software u. a. auch die Entwicklungen von Standards für autonome Fahrzeuge.[66]

## Rechtsgrundlagen und gesellschaftliche Debatte
Das internationale Übereinkommen über den Straßenverkehr der UNO (Wiener Straßenverkehrskonvention 1968) fordert in Art. 8 Abs. 1, dass „jedes Fahrzeug und miteinander verbundene Fahrzeuge, wenn sie in Bewegung sind, einen Führer (Lenker) haben“ müssen. Daher sind selbstfahrende Kraftfahrzeuge derzeit – zumindest in den Staaten, die die UN-Konvention ratifiziert haben – unzulässig (seit 2014 sind Fahrerassistenzsysteme aber zulässig). Bis dato 2019 hat kein Mitgliedsland Vorbehalte gegen Art. 8 erklärt. Dabei ist aber die deutsche und schweizerische Fassung der UN-Konvention, die das Wort „Führer“ für englisch Driver verwenden, nicht ganz eindeutig, das Wort kann auch einen nichtsteuernden Verantwortlichen bezeichnen; die österreichische Fassung spricht explizit von „Lenker“.
Länder, die die UN-Konvention nicht unterschrieben haben, darunter die USA und die Volksrepublik China, sind nicht gebunden. In Europa hat nur Spanien die Konvention nicht ratifiziert.

### Vorteile, Nachteile und bisher ungelöste Probleme
Laut einer Studie der RAND Corporation übertreffen die Vorteile, die autonome Fahrzeuge mit sich bringen, die möglichen Nachteile bei weitem. Durch die Technik würde der Straßenverkehr sicherer, da sich 90 Prozent aller Unfälle auf menschliches Versagen zurückführen ließen. Dies würde alleine für die USA eine volkswirtschaftliche Ersparnis von über 400 Milliarden US-Dollar bedeuten, so die RAND Corporation. Peter Fuß von der Unternehmensberatung Ernst & Young glaubt, dass sich die Anzahl der Verkehrstoten auf null reduzieren lassen könnte.
Daniel Göhring von der FU Berlin schätzt, dass mit Robotertaxis in der Stadt nur noch 20 Prozent der heutigen Autos benötigt würden. Zudem würden sich die Abstände zwischen den Fahrzeugen verkürzen. Dies würde zu einer deutlichen Reduktion von Emissionen und Staus führen. Laut einer Studie des Lawrence Berkeley National Laboratory würde ein autonomes und elektrisches Robotertaxi im Jahr 2030 etwa 90 Prozent weniger Kohlendioxid verursachen als ein heutiges Auto mit Verbrennungsmotor.
Bei autonomen Fahrzeugen in Stufe 4 können sich die Fahrer mit anderen Dingen beschäftigen, z. B. Lesen. Zudem könnte die Technik auch älteren Menschen die soziale Teilnahme an der Gesellschaft durch günstige Mobilität ermöglichen.
Als mögliche Nachteile werden häufig Unklarheiten bezüglich des Datenschutzes und die Gefahr durch Cyberkriminelle genannt. Unfälle durch Softwarefehler sind nicht ausgeschlossen. Die Deutsche Gesellschaft für Verkehrspsychologie (DGVP) zweifelt in ihrer Stellungnahme zum automatisierten Fahren, ob „die Zuverlässigkeit eines Menschen durch die einer Maschine ersetzt werden kann“. Nach der Statistik ereignet sich nach etwa 10 Milliarden Beobachtungen und einer Milliarde menschlicher Entscheidungen ein tödlicher Unfall. Die Haftungsfrage ist in solchen und anderen Fällen noch ungeklärt. Gleichwohl hat die Allianz-Versicherung 2015 angekündigt, demnächst Tarife zur Versicherung von autonomen Fahrzeugen anzubieten.
Anfang 2015 hatte Bundesverkehrsminister Alexander Dobrindt die Einrichtung eines Pilotprojekts Digitales Testfeld Autobahn auf der Autobahn A9 in Bayern angekündigt. Die Teststrecke wurde so digitalisiert und technisch ausgerüstet, dass es dort zusätzliche Angebote der Kommunikation zwischen Straße und Fahrzeug wie auch von Fahrzeug zu Fahrzeug gab. Dort konnten dann sowohl Autos mit Assistenzsystemen als auch später vollautomatisierte Fahrzeuge fahren.
Verkehrsminister Dobrindt sieht die dort im Test gemachten Erfahrungen positiv und will rund 80 Millionen Euro für den Ausbau von neuen Teststrecken in Deutschland bereitstellen. Die Kosten für das Herrichten des weiteren deutschen Straßennetzes für automatisiertes und vernetztes Fahren bleiben weiterhin unbekannt. Auch deren Größenordnung wurde bisher nicht benannt. (Stand November 2023)

### Ethische Fragen
Da es auch bei autonomen/selbstfahrenden Autos Situationen geben kann, in denen Unfälle mit Personenschäden unvermeidbar sind, muss im Vorfeld entschieden werden, welchen Maximen ihr Verhalten in solchen Situationen folgen soll. Ein menschlicher Fahrer würde bei einer plötzlich auftretenden Gefahr, wenn beispielsweise ein Kind auf die Straße läuft, instinktiv reagieren, ohne sich überhaupt aller relevanten Faktoren (etwa der Personen auf dem Bürgersteig) bewusst zu sein. Er wird nicht in der Lage sein, die verschiedenen Handlungsalternativen moralisch zu bewerten. Allerdings trifft das bei autonomen/selbstfahrenden Autos nicht zu. Die Entscheidung, wie sich das Fahrzeug in welcher Situation zu verhalten hat, wird lange vor einem eventuellen Unfall getroffen. Das hat erhebliche Konsequenzen für die Bewertung eines Unfalls mit einem selbstfahrenden Auto. So stellen sich beispielsweise folgende Fragen:
- Kann eine Maschine die Situation überhaupt richtig bewerten, beispielsweise zwischen einem Puppenwagen und einem echten Kinderwagen unterscheiden?
- Würde ein Aufrechnen von Menschenleben (utilitaristisch) eine unzulässige Instrumentalisierung der Geopferten darstellen?
- Wenn ein Aufrechnen sinnvoll wäre, wie ist es zu organisieren, welche Kriterien spielen eine Rolle (z. B. die Anzahl von Menschen oder das Alter)?

Insbesondere die letztgenannte Frage ist Gegenstand aktueller Forschung. Dabei stellt sich auch die Frage, ob die Nobelkarossen der Premiumklasse oder der Bundespräsident einen geheimen algorithmischen Schutzbonus erhalten oder nicht. Je stärker der Praxisbezug einer Programmierung der moralischen Fragen wird, desto mehr häufen sich Probleme.
2020 starben in Deutschland 2.724 Menschen durch Verkehrsunfälle. Es ist damit zu rechnen, dass ein hoher Anteil autonomer Fahrzeuge das Autofahren sicherer machen würde. Dann müsste sich der gesellschaftliche Diskurs, ob vorprogrammierte Reaktionen in gefährlichen Situationen zulässig sind, der Frage stellen, ob die gegenwärtige Praxis eher legitimierbar wäre. Bei Testfahrten mit selbstfahrenden Fahrzeugen gab es auch schon etliche Unfälle und es sind auch bereits unbeteiligte Menschen getötet worden, wie das nachfolgende Beispiel zeigt.
Ein Wagen von Uber (Typ Volvo-SUV) hat am 19. März 2018 in Tempe, Arizona, Vereinigte Staaten eine Fußgängerin, die ihr Fahrrad über die Straße schob, tödlich verletzt. Uber stellte die Tests bis auf weiteres ein. Zunächst hieß es, Uber träfe dabei keine Schuld; auch bei einem menschlichen Fahrer wäre der Unfall schwer zu verhindern gewesen. Später berichtete Reuters, die aufsichtsführende Fahrerin sei möglicherweise durch eine Fernsehsendung abgelenkt gewesen. Es war der erste tödliche Unfall mit einem Auto der Autonomiestufe 4, bei der der Fahrer nur noch im Notfall und nach Warnung des Autos eingreifen muss. Der Gouverneur von Arizona setzte die Genehmigung für Uber-Testfahrten auf öffentlichen Straßen aus. Das von der Polizei veröffentlichte Video von dem Unfall sei alarmierend und werfe viele Fragen auf, schrieb Gouverneur Doug Ducey in einem offenen Brief an Uber-Chef Dara Khosrowshahi. Die Staatsanwaltschaft untersuchte den Vorfall.
Bis Juni 2021 untersuchte die amerikanische NHTSA 30 Unfälle im Zusammenhang mit Teslas Autopiloten, wovon in drei Fällen eine Beteiligung des Autopiloten ausgeschlossen werden konnte, sechs Fälle anderer Hersteller.

### Ressourcenverbrauch
Oft wird prognostiziert, dass nach einer Markteinführung von selbstfahrenden Autos ein Teil der Autobesitzer ihr Auto aufgeben würden, um auf für sie persönlich preisgünstigere selbstfahrende Taxis umzusteigen. Dies soll zu insgesamt weniger Autos führen, die aber jeweils mehr auf der Straße wären als bisher. Aktuell befinden sich Autos den größten Teil der Zeit im parkenden Zustand und verbrauchen Parkfläche. Durch freigewordene Parkfläche wäre mehr Platz für Wohnungen, Parks und Fahrbahnen. Aktuelle Simulationen und Hochrechnungen untersuchen die Möglichkeiten von selbstfahrenden Taxis oder Carsharing-Fahrzeugen.

## Internationale Leistungsvergleiche
Um die Entwicklung derartiger Fahrzeuge voranzutreiben, gibt bzw. gab es einige Leistungsvergleiche, so z. B. den European Land Robot Trial (seit 2006) und den DARPA Grand Challenge (von 2004 bis 2007). Im Rahmenprogramm der Formel-E-Saison 2016/17[veraltet] soll erstmals die Roborace-Rennserie für autonome Elektrofahrzeuge ausgetragen werden.

## Filmische Dokumentationen
- Google Driverless Car, 2014
- Google Driverless Car, 2015
- Tesla autonomes Fahren, 2016
- BMW Autonomous driving: What you need to know in 2018
- Lex Fridman Self-driving cars: State of the Art (2019)
- Mercedes-Benz EQS Drive Pilot: Das Lenkrad loslassen und entspannen?, auto motor und sport, 2024
- Das NEUE Modell Y von Tesla bietet hervorragende vollautonome Fahrleistungen!, 2025

## Videos
1. ↑  Videos zur Teilautomatisierung ab 2016: Stau-Assistent und Park-Assistent. Auf Website der Continental AG. Abgerufen am 29. Mai 2014.
2. ↑  Video zur Hochautomatisierung ab 2020: Autobahn-Chauffeur. Auf Website der Continental AG. Abgerufen am 29. Mai 2014.
3. ↑  Videos zur Vollautomatisierung ab 2025: Park-Pilot und Autobahn-Pilot. Auf Website der Continental AG. Abgerufen am 29. Mai 2014.
4. ↑  Video zum Projekt der FU Berlin unter Raúl Rojas: Thomas Schaefer und Iris Domachofski (2013) Fahren ohne Fahrer – Roboter-Auto. Im Videoportal: Spiegel TV. Abgerufen am 29. Mai 2014.